# هيردكه
هردكه (بالألمانية: Herdecke) هي بلدة ألمانية تقع في ألمانيا في دائرة ريفية إنبه رور ‏.  يقدر عدد سكانها بـ 24,910 نسمة .

## المدن التوأمة
مدينة بلنكنبورغ (هارتس) هي مدينة توأمة لـهردكه.

## أعلام
- لوكاس كلوسترمان
- أنتي جاكيلين
- نزيهة الدليمي
- مارتن أدولف بورمان
- روبن يوربان